# NGC 2216
NGC 2216 è una galassia a spirale barrata  situata nella costellazione del Cane Maggiore, a una distanza di circa 144 milioni di anni luce dalla nostra Via Lattea.

## Scoperta
La galassia è stata scoperta il 23 gennaio 1835 dall'astronomo britannico John Herschel.

## Descrizione
NGC 2216 ha una classe di luminosità I-II e presenta una larga riga a 21 cm dell'idrogeno neutro.